# Jeanne-Elisabeth (brick)

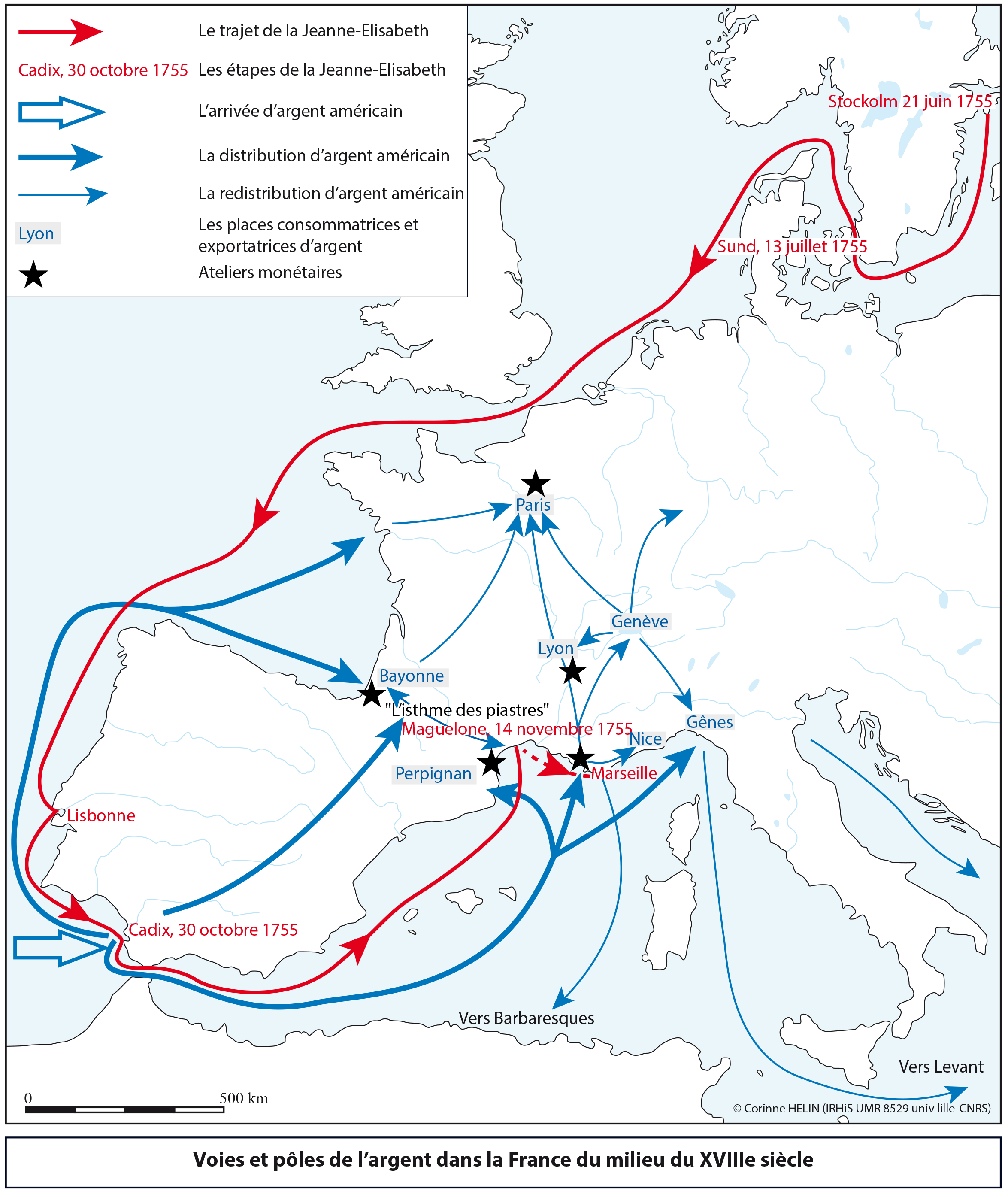
Carte du trajet du Jeanne-Elisabeth (en rouge).

Le Jeanne-Elisabeth, nom francisé de Johanna Elisabeth, est un brick de commerce suédois parti du port de Stockholm en juin 1755, qui fit naufrage le 14 novembre 1755 au large de Maguelone (Hérault).

## Histoire
L'histoire du bateau est très précisément connue grâce aux douze années de fouilles du site par le DRASSM, et aux recherches qui ont été menées dans différents dépôts d'archives en Suède ou en France.
Par l'ampleur du mobilier que le site a livré, la Jeanne-Elisabeth est à ce jour l'épave la plus significative et la plus riche en informations historiques de la Méditerranée du nord pour la période moderne.

### Construction et début d'activité
Le navire est construit à Wolgast, mais ne débutera son voyage qu'à Stockholm qu'il quitte à la fin du mois de juin 1755. Ses dimensions sont assez larges pour un navire de ce type avec une longueur de 25 m, 6  m de largeur et 6  m de hauteur.

### Naufrage
Le 14 novembre 1755, le navire alors en route pour Marseille avec 11 membres d'équipage, dont le capitaine, et 10 passagers, fait naufrage au large de Maguelone. Son capitaine Anders Knape Hansson n'ayant pu ou ayant choisi de ne pas s'abriter dans la rade de Sète. Couché par le vent, le navire chavire à 150 m du rivage, en face de la cathédrale de Villeneuve-lès-Maguelone. Deux personnes trouvent la mort dans le naufrage et le navire qui avait quitté Cadix deux semaines auparavant les cales pleines de denrées de valeur (blé, produits exotiques et pièces de monnaie) est perdu avec sa cargaison malgré une tentative de renflouement.

### Cargaison

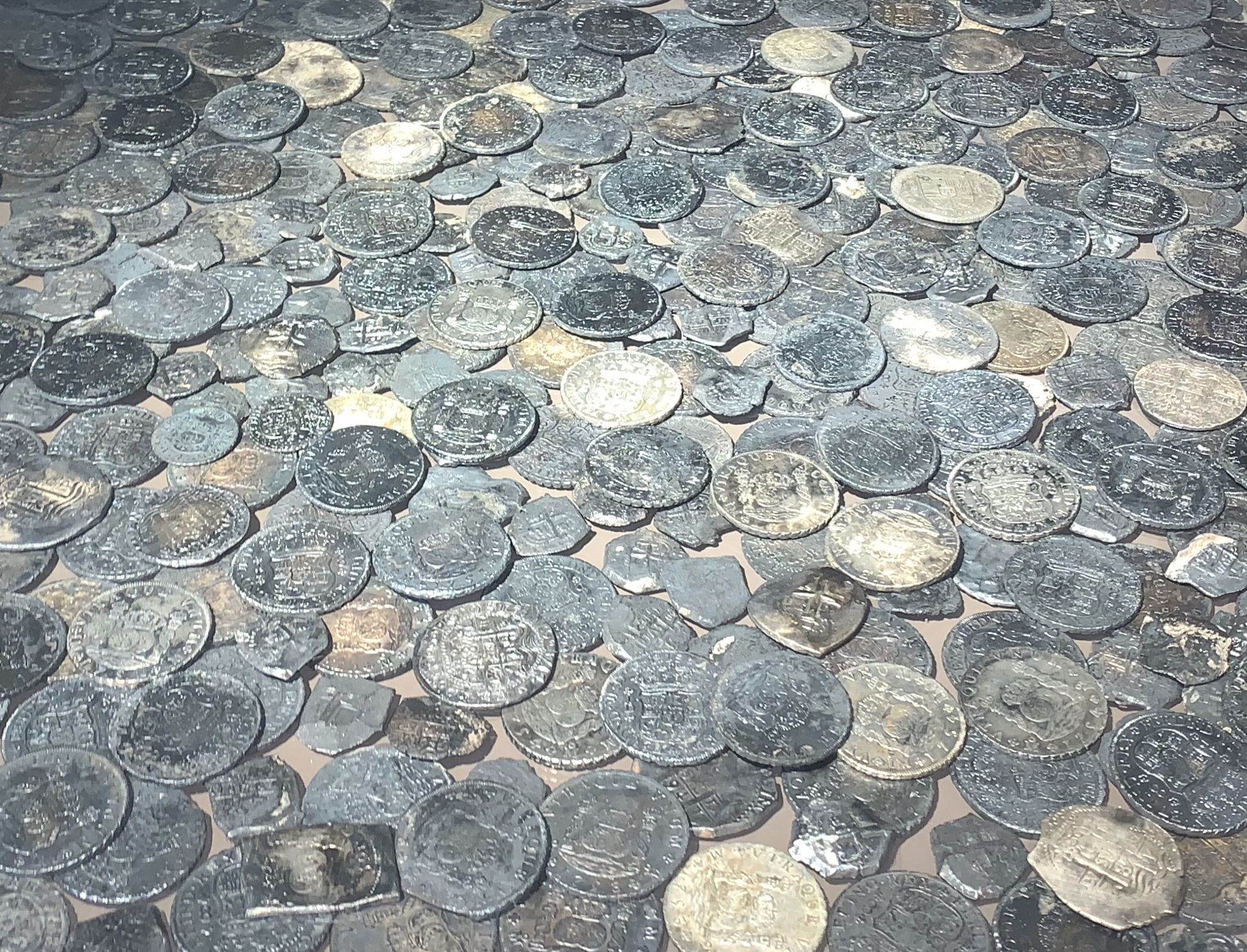
Tas de piastres, musée de l’Éphèbe, 2019.

Au moment de son naufrage, le Jeanne-Elisabeth transportait 200 tonneaux (560 m3) de blé, du tabac, du vin, des bases pour colorants (cochenille et indigo) et 24 360 piastres d'argent (soit environ 659 kg d'argent en pièces de monnaie) qui étaient acheminées en secret à des banquiers suisses, dissimulées dans des sacs cachés dans le blé.

### Pillage
En 2015 s'ouvre le procès de sept personnes accusées d'avoir récupéré et vendu 18 000 des 24 360 piastres de l'épave, soit environ 500 kg de pièces d'argent, pour un montant total de l'ordre de 230 000 euros. La partie civile évalue le préjudice de l’État à 1 100 000 euros. En appel, le présumé instigateur est condamné à quatre ans de prison, dont deux avec sursis. Avec ses complices il est également contraint de payer 1 million d’euros à l’État pour les dégâts causés à l’épave.

## Exposition

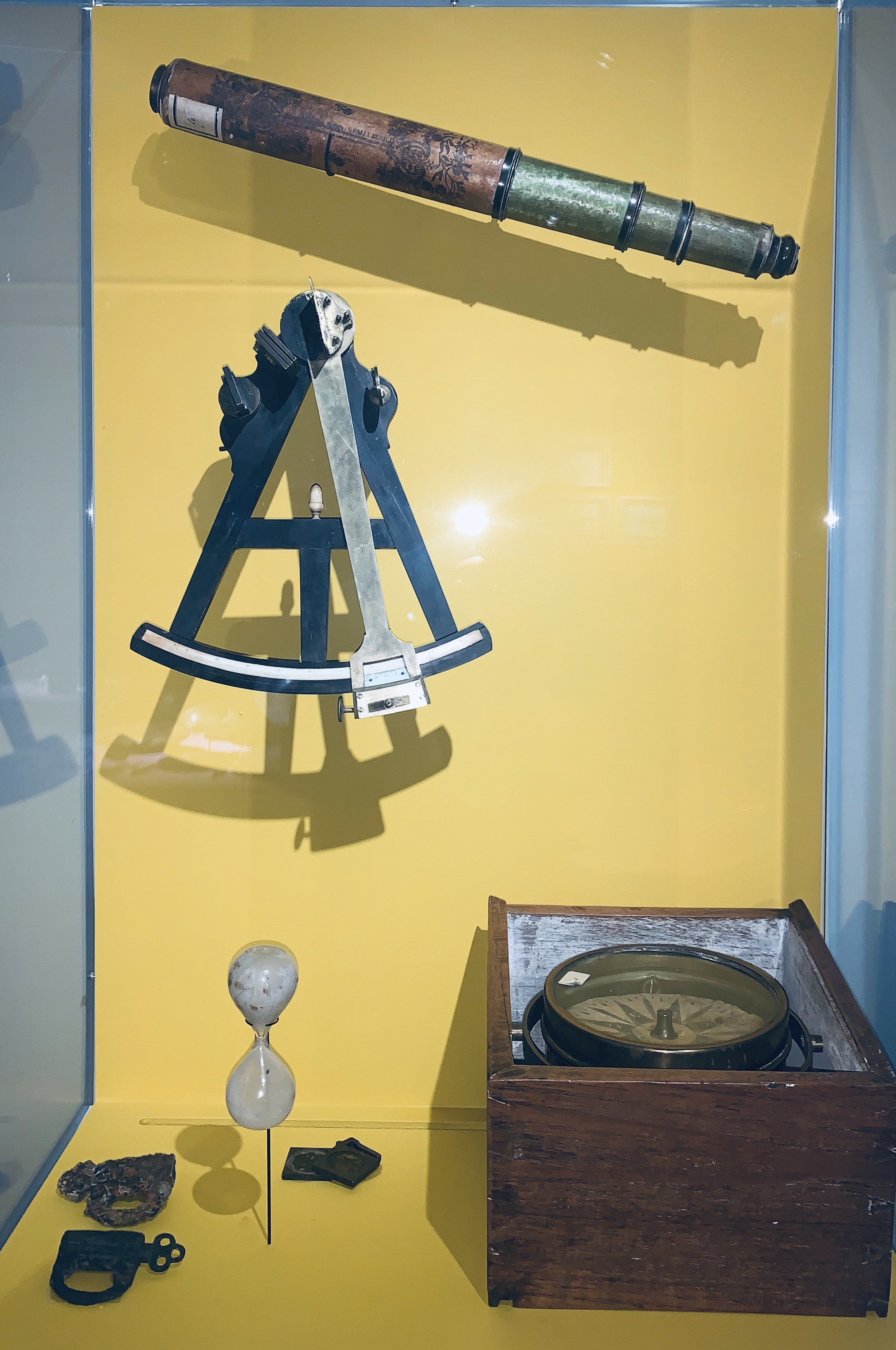
Instruments de navigation, musée de l’Éphèbe, 2019.

D’octobre 2019 à septembre 2021 une exposition est consacrée à l'histoire et au voyage de ce bateau au Musée de l'Éphèbe au Cap d'Agde, intitulée « Fortune à bord ! Chronique de la Jeanne-Elisabeth ». L'exposition présente plus de 500 artefacts, dont une partie du trésor monétaire ainsi que des objets de la vie à bord (céramiques, vaisselle d'étain, outils du charpentier de marine, effets personnels), des armes ou encore des instruments de navigation et de gréement . Elle est accompagnée d'un film produit par Marc Azéma (L'odyssée de la Jeanne-Elisabeth), ainsi que de dessins de Jean-Michel Arroyo et Jean-Marie Gassend.

## Galerie d'images

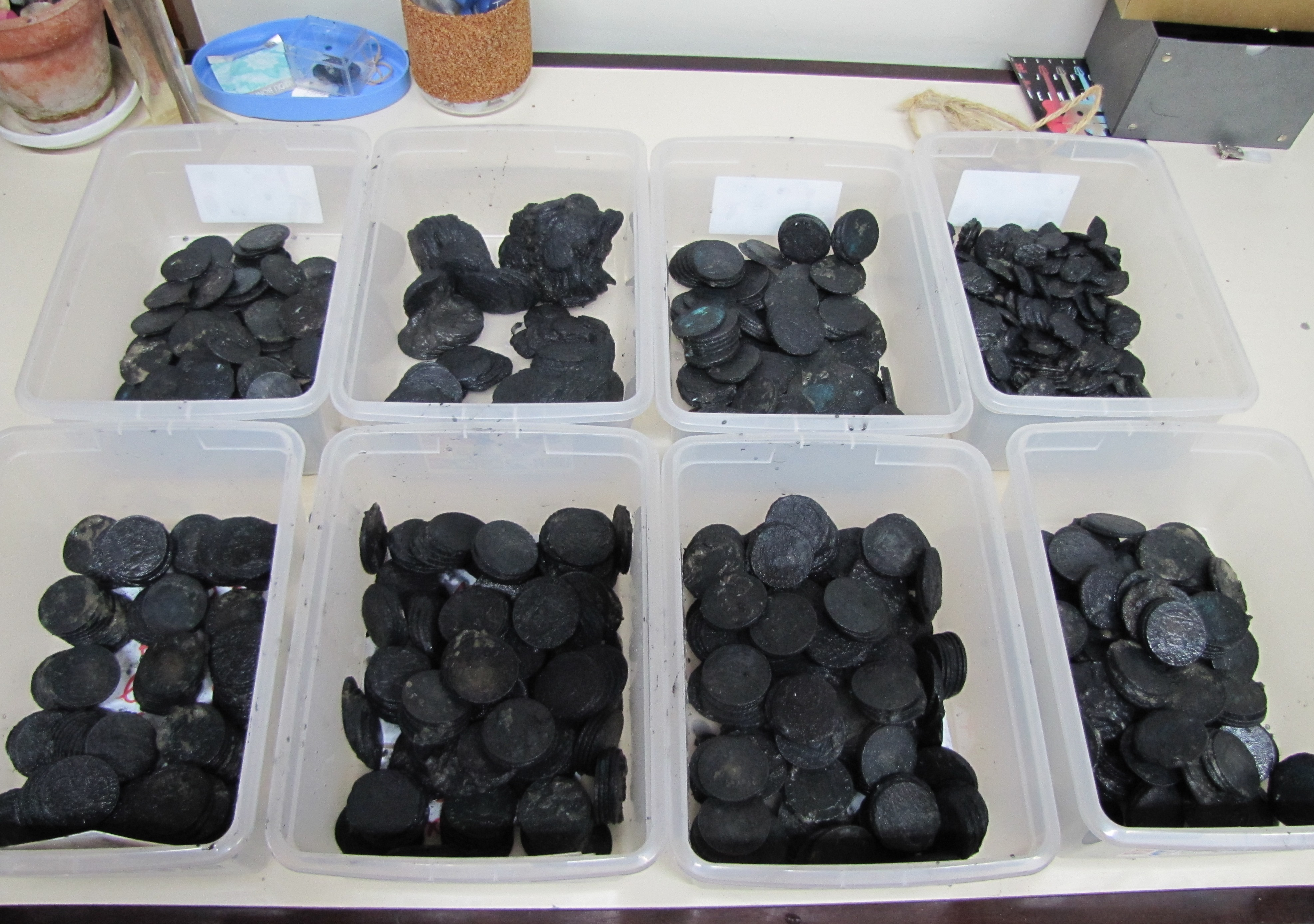
Monnaies du Jeanne-Elisabeth avant restauration.
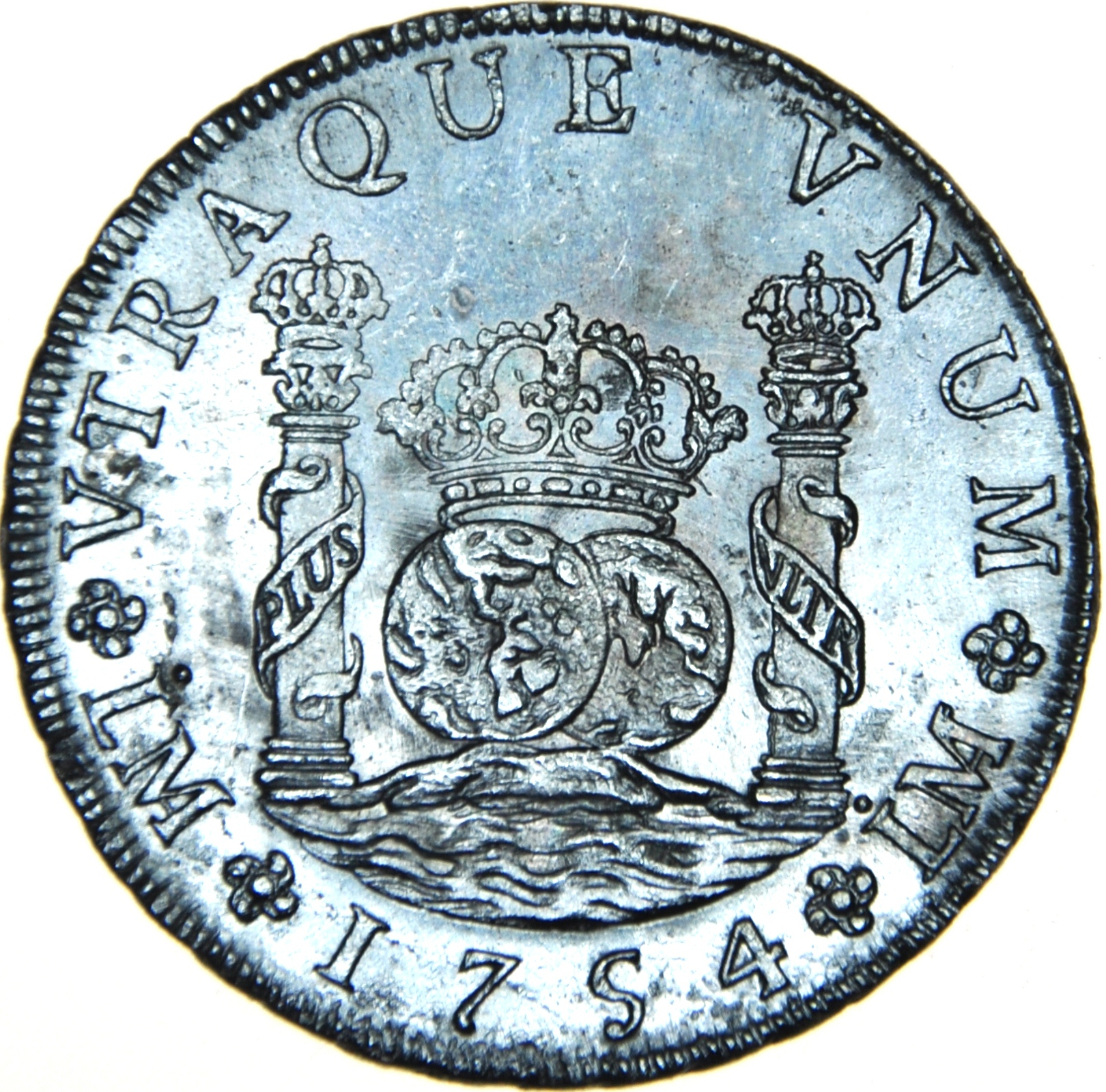
Pièce de 8 réaux 1754 Lima Revers (H40mm) du Jeanne-Elisabeth.
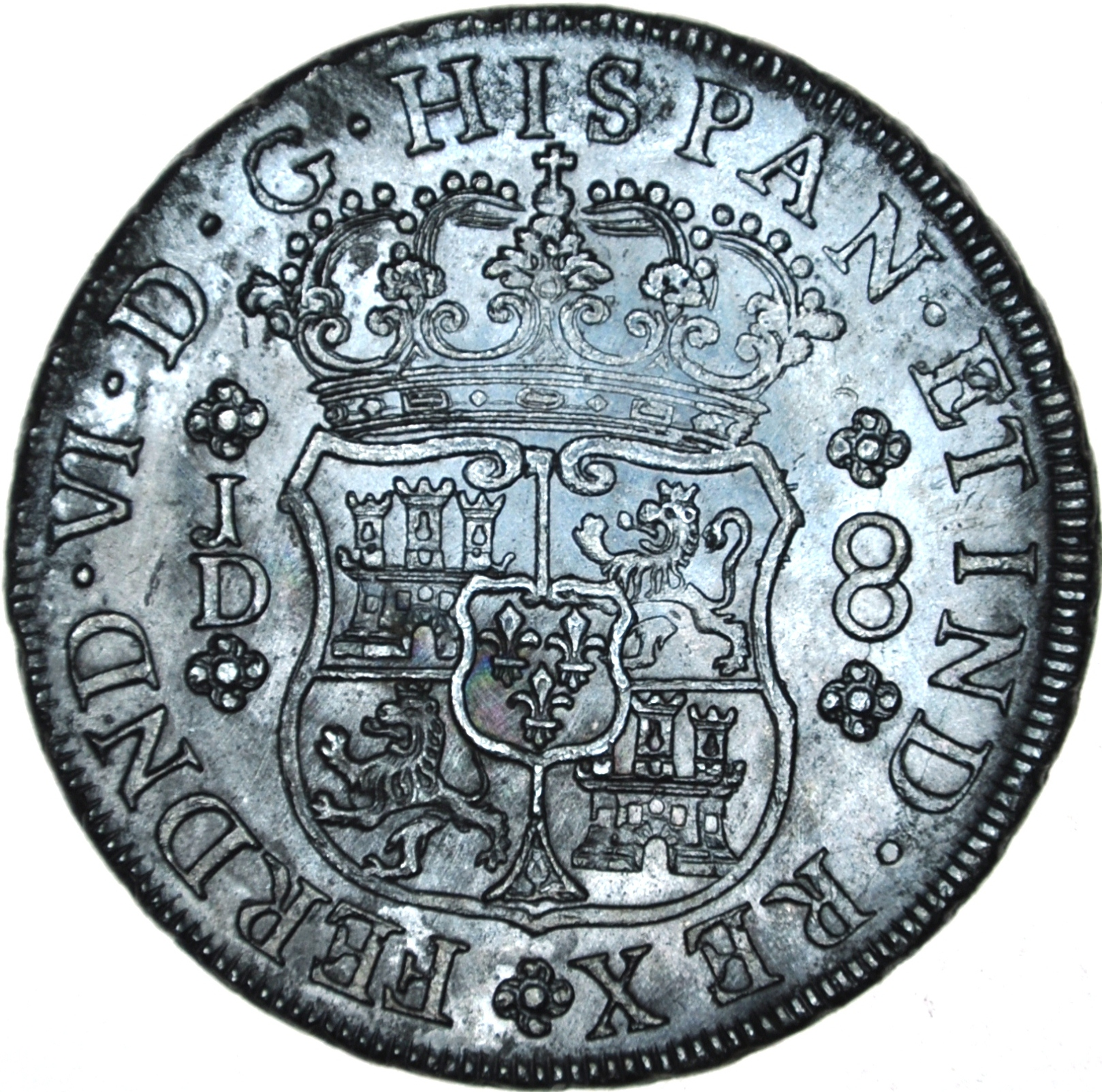
Pièce de 8 réaux 1754 Lima Droit (H40mm) du Jeanne-Elisabeth.